# 祠祭清吏司
祠祭清吏司，礼部官署名称。
明朝洪武二十九年（1396年）改祠部为祠祭清吏司。管理祀典、天文、国恤、庙讳。设郎中一人，员外郎一人，主事二人，洪熙元年（1425年），南京礼部也设祠祭清吏司。清朝顺治元年（1644年），沿置祠祭清吏司，设郎中二人，满洲一人，汉族一人，以及笔帖式、经承若干人。掌管吉礼凶礼，兼管僧道、医学、阴阳学官升用。下设祭祀科、僧道科、时憲科、火房，分别办理各项事宜。宣统三年（1911年）改属典礼院。